# Commanderie de Villiers-les-Verrières
La commanderie de Villiers-les-Verrières était une commanderie hospitalière  dont l'origine remonte aux Templiers. Elle fut confisquée pendant la révolution française et disparait à cette occasion.

## Description géographique
Verrières est une commune de l'Aube dont Villiers est un hameau.

## Histoire
La Commanderie des Templiers s'installa en 1209 à Verrières, au lieu-dit Villers, constitué alors de fermes lors de deux dons. Le premier, Helvide de Saint-Jean de Bonneval consiste en une maison, huit arpents de terres et d'autres biens autour de Villiers. La seconde est due à Geoffroy de Meceon. 
Ce hameau et la Commanderie formaient le Temple de Villers qui avait des moulins et une chapelle. Plus tard, lors de la dissolution du Temple elle passe à l'ordre de Saint-Jean de Jérusalem. La commanderie fut parfois réunie à celle de Troyes. En 1787, la terre de Villiers passait en gagnage à Jean-Baptiste Desrey et son épouse Jeanne Gautier ; les bâtiments étaient remis à neuf et comprenaient une cour entourée de deux chambres à feux, un appentis pour le vin, deux écuries, un four, poulailler, grange, bergerie, une laiterie, trois petites écuries, un puits avec 185 arpents de terre. Avec la Révolution française, le domaine fut divisé en 35 lots que des cultivateurs rachetèrent en mars 1795 pour 398 300 livres.